# Чемпіонат України з легкої атлетики в приміщенні серед юнаків 1993
Першість України з легкої атлетики серед юнаків 1993 року була проведена 9-10 січня в Харкові.

## Призери

### Юніори
| Дисципліни            | Золото                 | Золото     | Срібло                    | Срібло  | Бронза                | Бронза |
| --------------------- | ---------------------- | ---------- | ------------------------- | ------- | --------------------- | ------ |
| 60 метрів             | Михайло Горинь (Лв)    | 6,89       | Ростислав Местечкін (Чрк) | 7,04    | Анатолій Довгаль (Пл) | 7,06   |
| 200 метрів            | Михайло Горинь (Лв)    | 22,60 NIYR | Максим Олежко (Хрк)       | 22,95   |                       |        |
| 400 метрів            |                        |            |                           |         |                       |        |
| 800 метрів            | Микола Вікарій (Жт)    | 1.57,20    |                           |         |                       |        |
| 1500 метрів           | Микола Вікарій (Жт)    | 3.59,09    | Олександр Гулеш (Днц)     | 4.00,82 |                       |        |
| 3000 метрів           |                        |            |                           |         |                       |        |
| 60 метрів з бар'єрами | Володимир Бевз (Чрк)   | 8,52       |                           |         |                       |        |
| Ходьба 5000 метрів    | Андрій Незамай (Хрк)   | 22.12,14   |                           |         |                       |        |
| Стрибки у висоту      | Олексій Пермяков (Днц) | 2,05       |                           |         | Олег Стефанішин (Тр)  | 2,05   |
| Стрибки з жердиною    |                        |            |                           |         |                       |        |
| Стрибки у довжину     |                        |            |                           |         |                       |        |
| Потрійний стрибок     | Андрій Єврилов (Хрк)   | 15,03      |                           |         |                       |        |
| Штовхання ядра        |                        |            |                           |         |                       |        |
| Семиборство           |                        |            |                           |         |                       |        |

### Юніорки
| Дисципліни            | Золото                 | Золото | Срібло                 | Срібло   | Бронза                 | Бронза |
| --------------------- | ---------------------- | ------ | ---------------------- | -------- | ---------------------- | ------ |
| 60 метрів             |                        |        | Євгенія Савіна (Хрк)   | 7,71     | Тетяна Водолазька (Лг) | 7,76   |
| 200 метрів            | Наталія Волинець (Днц) | 26,00  | Тетяна Водолазька (Лг) | 26,21    |                        |        |
| 400 метрів            | Наталія Волинець (Днц) | 57,86  |                        |          |                        |        |
| 800 метрів            |                        |        | Наталія Вітряк (Крв)   | 2.12,33  |                        |        |
| 1500 метрів           |                        |        |                        |          |                        |        |
| 3000 метрів           |                        |        |                        |          |                        |        |
| 60 метрів з бар'єрами | Тетяна Ладовська (Кв)  | 8,79   | Ольга Хлибова (Лг)     | 8,89     | Алла Капля (Днп)       | 8,94   |
| Ходьба 3000 метрів    |                        |        | Ірина Ковальчук (Жт)   | 14.53,78 |                        |        |
| Стрибки у висоту      | Тетяна Ніколаєва (Днп) | 1,83   |                        |          |                        |        |
| Стрибки у довжину     |                        |        | Інна Ярова (Днп)       | 5,86     |                        |        |
| Потрійний стрибок     |                        |        |                        |          |                        |        |
| Штовхання ядра        |                        |        |                        |          |                        |        |
| П'ятиборство          |                        |        |                        |          |                        |        |